# Ectropis decertaria
Ectropis decertaria là một loài bướm đêm trong họ Geometridae.